# Distretto di Mudzi
Il distretto di Mudzi è uno dei 9 distretti che compongono la provincia del Mashonaland Orientale, in Zimbabwe. Ha una popolazione di 158.478 abitanti e una superficie di 4.158 Km². Il suo capoluogo è Kotwa e il distretto prende il nome dal fiume Mudzi.

## Demografia
| Censimento (Anno) | Popolazione      |
| ----------------- | ---------------- |
| 2002              | 128.174          |
| 2012              | 133.252 (+0,39%) |
| 2022              | 158.478 (+1,8%)  |